# Magnolia colombiana
Magnolia colombiana este o specie de plante din genul Magnolia, familia Magnoliaceae. A fost descrisă pentru prima dată de Elbert Luther Little, și a primit numele actual de la Rafaël Herman Anna Govaerts. A fost clasificată de IUCN ca specie vulnerabilă. Conform Catalogue of Life specia Magnolia colombiana nu are subspecii cunoscute.